# Jacobo Cromberger

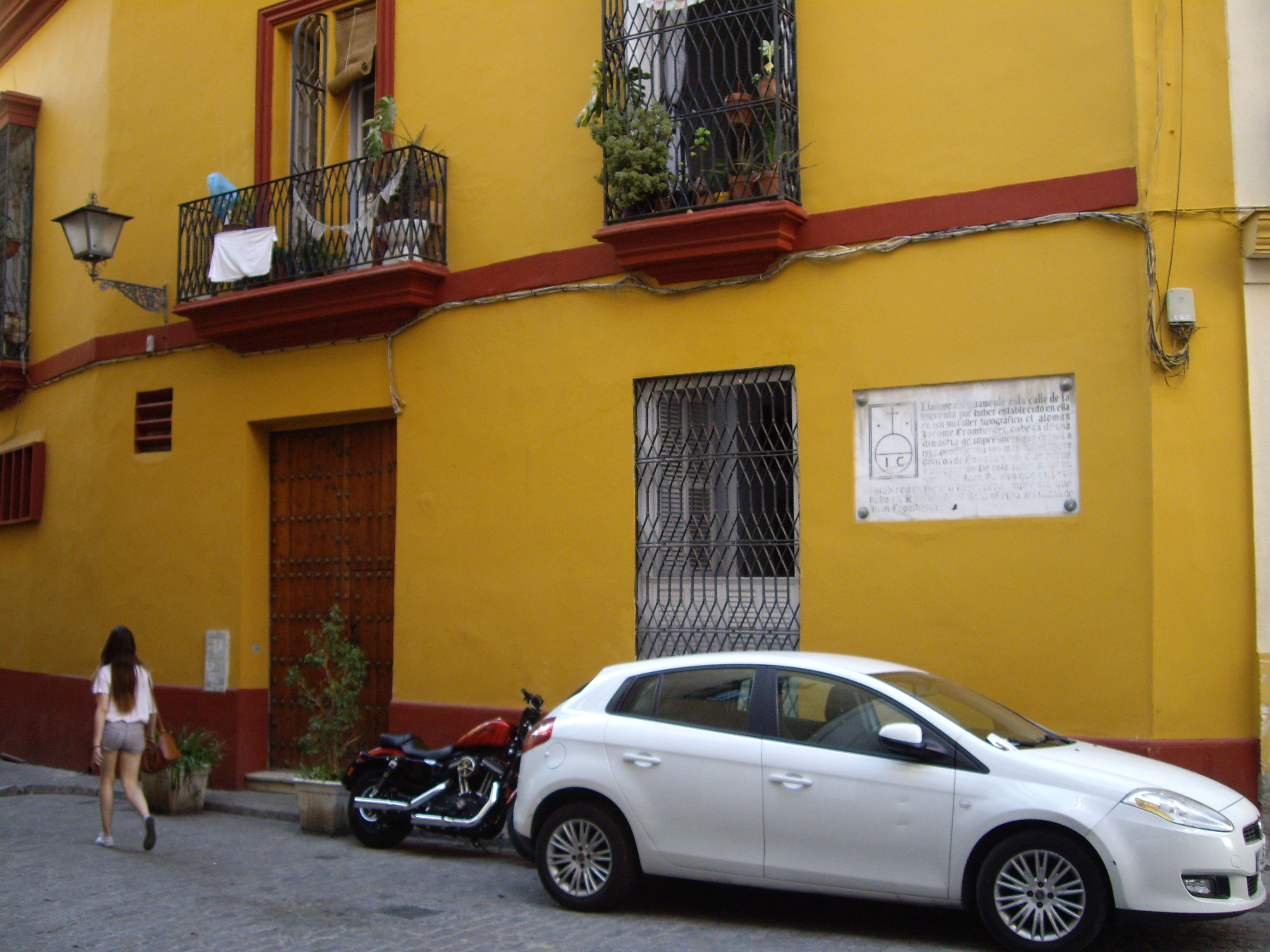
Calle donde se encontraba la imprenta de los Cromberger en Sevilla, que vino a llamarse calle de la Imprenta y que actualmente se llama calle Pajaritos. Existe una placa conmemorativa.

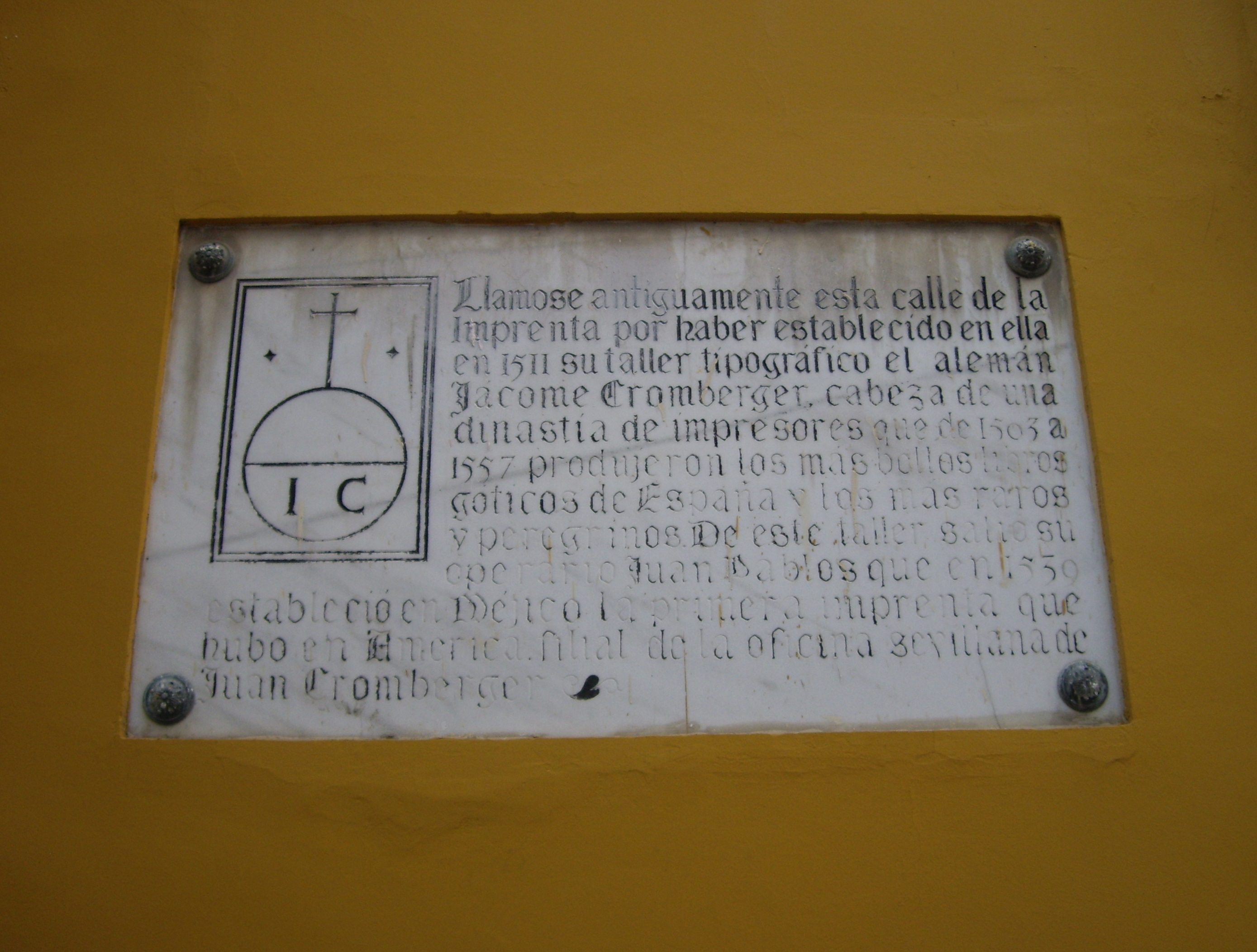
Placa situada en la calle Pajaritos de Sevilla.

Jacobo Cromberger (Núremberg, 1473 - Lisboa, 1528), también referido como Jácome Cromberger, fue un impresor alemán que llegó a Sevilla en la última década del siglo XV. Fundó una dinastía de impresores.

## Biografía
En España trabajó con los impresores Meinardo Ungut y Lanzalao Polono (también referido como Estanislao Polo).Ungut era alemán y se había trasladado a Nápoles, donde se casó con Comincia de Blanquis (o Blanques). En 1489 tuvieron un hijo al que llamaron Tomás Ungut. Meinardo se trasladó a Sevilla en 1490. En cuanto a Polono, algunos estudios afirman que era polaco mientras que otros apuntan a que era italiano. Llegó a Sevilla en las mismas fechas que Meinardo.
Al fallecer Meinardo, Jacobo se casó con su viuda Comincia y tomó así el control de la imprenta. Este matrimonio se produjo entre 1499 y 1500. Posteriormente, Jacobo y Comincia tuvieron dos hijos: Juan y Catalina.
De 1503 en adelante imprimió numerosos libros, en algunos casos siguiendo las directrices del arzobispo y otros responsables de la formación del clero en el Cabildo de la Catedral. El primero fue un In magistri Petri Hispani Logicam indagatio. Se calcula que de su imprenta salieron dos de cada tres libros publicados en Sevilla en su época. En 1511 situó su local en la actual calle Pajaritos de Sevilla, que vendría a llamarse posteriormente calle de la Imprenta, donde existe una placa conmemorativa.
En 1512 imprimió varios libros de enseñanza cristiana y cartillas para enseñar a leer para la expedición a las Indias de fray Alonso de Espinar con cuarenta frailes franciscanos. También trabajo para el Cabildo de la catedral de Sevilla. Se enriqueció como editor y, a partir de 1508, como librero. Por esto adquirió casas, tiendas y tierras de labranza en la provincia de Sevilla. También ejercería como tratante de esclavos, algunos de los cuales trabajaron en su establecimiento.

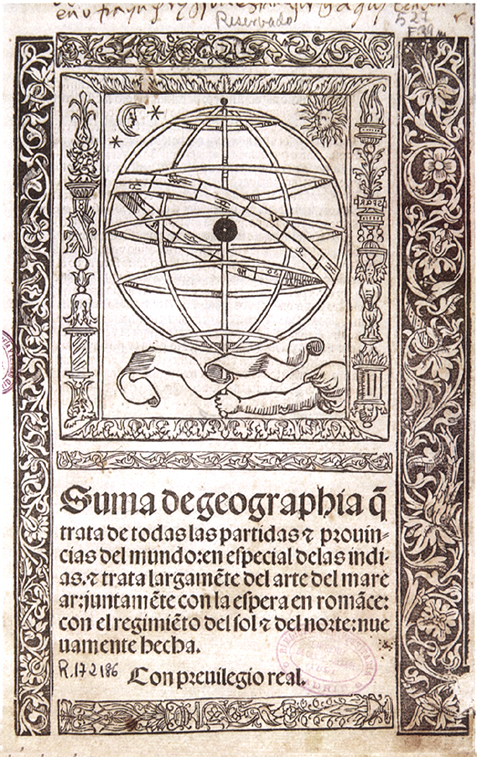
Portada del libro Suma de Geographia.

En 1519 publicó el libro Suma de Geographia, de Martín Fernández de Enciso, que fue el primer libro en describir en detalle la geografía de América. En 1521 imprimió para el rey Manuel I de Portugal las Ordenaciones Manuelinas, un código legislativo portugués. En 1522 publicó la segunda carta de Cortés, la fechada el 30 de octubre de 1520, acompañada por la breve nota en que Cortés informaba haber conseguido la victoria en Tenochtitlán. En 1528 realizó una innovadora serie de pequeñas ediciones de los poetas romanos Lucano, Ovidio y Virgilio.
Fue padre de Juan Cromberger, fundador de la primera imprenta de América, y abuelo del también impresor del mismo nombre, Jácome Cromberger.Su hija Catalina se casó con Lázaro Nuremberger, un alemán afincado en Sevilla que comerciaba con las Indias. Cromberger entró en el negocio ultramarino con su yerno, primero de manera disimulada y a partir de 1525 con permiso oficial.
Su último documento conservado es un poder a su hijo Juan otorgado en Sevilla el 18 de agosto de 1528. Poco después emprendió viaje a Lisboa, donde le sorprendió la muerte según una información que realizaron sus hijos en marzo del año siguiente. A su muerte, su herencia fue valorada en 12.000 ducados (cuatro millones y medio de maravedíes). Además de la imprenta en sí, su patrimonio incluía 160.000 libros, inversiones varias y esclavos.